# Joan Bennett
Joan Geraldine Bennett (Palisades Park, 27 februari 1910 – Scarsdale, 7 december 1990) was een Amerikaans actrice.

## Biografie
Bennett werd geboren in Palisades Park in New Jersey als de jongste van de drie dochters van de acteurs Richard Bennett en Adrienne Morrison. Haar oudere zussen waren Constance en Barbara Bennett.
Bennett begon haar carrière als actrice toen ze nog een kind was. In 1918 kreeg ze enkele figurantenrollen in stomme films. Ze trouwde in 1926, op 16-jarige leeftijd, met John Marion Fox. Toen het huwelijk eindigde, zette Bennett haar carrière voort.
Ze kreeg een contract bij 20th Century Fox en werd in films opgevoerd als het blonde meisje. Ze verliet Fox in 1933 om te acteren in de film Little Women. Bennett worstelde hard om zich staande te houden, omdat ze niet serieus werd genomen. Daarnaast werd ze vaak in negatief opzicht vergeleken met haar zus Constance, die inmiddels een superster was.
Bennett kreeg een contract met Walter Wanger, met wie ze later trouwde in 1940. Hij hielp haar met haar carrière. Samen met regisseur Tay Garnett, wist Wanger Bennett te overhalen om haar haar bruin te verven. Ze werd vervolgens in films opgevoerd als 'de verleidelijke vrouw' en kreeg meer aandacht.
Tijdens de zoektocht naar de rol voor Scarlett O'Hara in Gone with the Wind, werd Bennett getest en wist ze een goede indruk achter te laten op producent David O. Selznick. Het leek erop dat Bennett de rol zou krijgen, maar Selznick kreeg later meer interesse in Paulette Goddard, die uiteindelijk vervangen zou worden door Vivien Leigh.
Aan het begin van de jaren 40 was Bennett in vier films van Fritz Lang te zien. Drie van die films maakten van Bennett een film noir femme fatale. Daarnaast was ze ook te zien in films van Jean Renoir en Max Ophüls, twee memorabele regisseurs. Bennett speelde tevens de vrouw van Spencer Tracy en moeder van Elizabeth Taylor in Father of the Bride (1950) en het vervolg, Father's Little Dividend (1951).
Tijdens haar carrière veranderde Bennett van agent. In 1951 schoot Wanger de nieuwe agent van Bennett, met wie ze inmiddels een affaire was begonnen, neer. Hij stierf niet maar hield er wel ernstige verwondingen aan over. Het werd beschouwd als een schandaal en het verwoestte haar carrière. Wanger moest twee jaar de gevangenis in, maar bleef wel getrouwd met Bennett tot en met 1965.
Bennett wist nog wel een succesvolle carrière in het theater en de televisie te ontwikkelen. Zo was ze van 1966 tot en met 1971 te zien in de televisieserie Dark Shadows. Hiervoor werd ze genomineerd voor een Emmy Award. Ze was nog in enkele films te zien, waaronder Suspiria.
In haar latere leven was Bennett getrouwd met David Wilde, een rijke zakenman. Ze stierf op 80-jarige leeftijd aan een hartaanval. Voor haar werk heeft ze een ster op de Hollywood Walk of Fame.

## Filmografie
| - The Valley of Decision (1916) - The Eternal City (1923) - Power (1928) - The Divine Lady (1929) - Bulldog Drummond (1929) - Three Live Ghosts (1929) - Disraeli (1929) - The Mississippi Gambler (1929) - Puttin' on the Ritz (1930) - Crazy That Way (1930) - Moby Dick (1930) - Maybe It's Love (1930) - Scotland Yard (1930) - Many a Slip (1931) - Doctors' Wives (1931) - Hush Money (1931) - Screen Snapshots (1932) - She Wanted a Millionaire (1932) - Careless Lady (1932) - The Trial of Vivienne Ware (1932) - Week Ends Only (1932) - Wild Girl (1932) - Me and My Gal (1932) - Arizona to Broadway (1933) - Little Women (1933) - The Pursuit of Happiness (1934) - The Man Who Reclaimed His Head (1934) - The Fashion Side of Hollywood (1935) - Private Worlds (1935) - Mississippi (1935) - Two for Tonight (1935) - She Couldn't Take It (1935) - The Man Who Broke the Bank at Monte Carlo (1935) - Big Brown Eyes (1936) - Thirteen Hours by Air (1936) - Two in a Crowd (1936) - Wedding Present (1936) - Hollywood Party (1937) - Vogues of 1938 (1937) | - I Met My Love Again (1938) - The Texans (1938) - Artists and Models Abroads (1938) - Trade Winds (1938) - The Man in the Iron Mask (1939) - The Housekeeper's Daughter (1939) - Green Hell (1940) - The House Across the Bay (1940) - The Man I Married (1940) - The Son of Monte Cristo (1940) - She Knew All the Answers (1941) - Man Hunt (1941) - Wild Geese Calling (1941) - Confirm or Deny (1941) - The Wife Takes a Flyer (1942) - Twin Beds (1942) - Hedda Hopper's Hollywood No. 6 (1942) (short subject) - Girl Trouble (1942) - Margin for Error (1943) - The Woman in the Window (1944) - Nob Hill (1945) - Scarlet Street (1945) - Colonel Effingham's Raid (1946) - The Macomber Affair (1947) - The Woman on the Beach (1947) - Secret Beyond the Door... (1948) - Hollow Triumph (1948) - The Reckless Moment (1949) - Father of the Bride (1950) - For Heaven's Sake (1950) - Father's Little Dividend (1951) - The Guy Who Came Back (1951) - Highway Dragnet (1954) - We're No Angels (1955) - There's Always Tomorrow (1956) - Navy Wife (1956) - Desire in the Dust (1960) - House of Dark Shadows (1970) - Suspiria (1977) |

- Bibsys: 1615358756091
- Biblioteca Nacional de España: XX1089923
- Bibliothèque nationale de France: cb13929991b (data)
- Catàleg d'autoritats de noms i títols de Catalunya: 981058595821806706
- Gemeinsame Normdatei: 129660779
- International Standard Name Identifier: 0000 0000 8369 639X
- Library of Congress Control Number: n86075553
- Nationale Bibliotheek van Letland: 000256593
- Nationale Bibliotheek van Tsjechië: pna2009505205
- Nationale bibliotheek van Australië: 35017400
- Nationale Bibliotheek van Israël: 987007342370605171
- Nederlandse Thesaurus van Auteursnamen: 094963282
- SNAC: w6mg8vmp
- Système universitaire de documentation: 061282626
- Trove: 791961
- Virtual International Authority File: 32186172
- WorldCat: E39PBJwX9dHyWKmYXYQYb9jHmd